# José María Maravall
José María Maravall Herrero, né le 7 avril 1942 à Madrid, est un universitaire et homme politique espagnol membre du Parti socialiste ouvrier espagnol (PSOE).

## Biographie

### Études
Après avoir obtenu une licence en droit à l'université complutense de Madrid (UCM), il passe avec succès en 1969 un doctorat. Il poursuit son cursus par des études de sociologie à l'université d'Essex, en Angleterre. Il reçoit en 1975 un doctorat de sociologie à l'université d'Oxford.

### Parcours professionnel
Pendant son cursus en Grande-Bretagne, il est assistant de recherche à Warwick et enseigne la sociologie à Oxford comme lecteur universitaire. À son retour en Espagne, il devient en novembre 1974 professeur agrégé de sociologie à l'université complutense. Il est promu au rang de professeur des universités en 1981.

### Parcours politique
Il est élu membre de la commission exécutive fédérale du PSOE au congrès extraordinaire de 1979. Le 3 décembre 1982, José María Maravall est nommé ministre de l'Éducation et de la Science dans le premier gouvernement de Felipe González. Il quitte deux ans plus tard la direction du parti.
Pour les élections législatives anticipées du 22 juin 1986, il est investi tête de liste socialiste dans la circonscription électorale de Valence, succédant à Joan Lerma. Élu au Congrès des députés, il continue dans le gouvernement.
Il retrouve une place à la commission exécutive du PSOE en janvier 1988. Il est relevé dans le gouvernement lors du remaniement ministériel du 12 juillet suivant, au profit de Javier Solana, et ne se représente pas lors des élections de 1989. Refusant en 1991 de revenir au cabinet comme ministre de la Culture et a nouveau en 1993 comme ministre de la Présidence, il met un terme à sa carrière politique en 1994.

### Après la vie publique
Il retrouve l'enseignement. Il est ainsi professeur invité à l'université de New York, à l'université Harvard et à l'université Columbia. Il a également dirigé certains cours de la chaire Jean-Monnet de l'Institut universitaire européen à Florence.

### Distinctions
Il est docteur honoris causa de l'université de Warwick et décoré grand-croix de l'ordre d'Alphonse X le Sage et grand-croix de l'ordre de Charles III. Il a aussi été promu commandeur des Palmes académiques en France. Il a reçu le prix national de sociologie et de sciences politiques en Espagne.

## Publications
- Trabajo y conflicto social (Travail et Conflit Social). Madrid, Cuadernos para el Diálogo, (1967).
- El desarrollo económico y la clase obrera (Le Développement Économique et la Classe Ouvrière). Barcelona, Edit Ariel, (1970).
- La sociología de lo posible (La Sociologie du Possible). Madrid, Edit. Siglo XXI, (1972).
- Dictatorship and Political Dissent (Dictature et Dissidence Politique). New York, Edit. St. Martin’s Press, (1978) et Madrid Edit. Alfaguara, (1978).
- The Transition to Democracy in Spain (La Transition vers la Démocratie en Espagne). New York, Edit. St. Martin’s Press et  Madrid, Edit. Taurus, (1982).
- La Reforma de la enseñanza (La Réforme de l'Enseignement). Barcelona, Edit. Laia, (1985).
- Economic Reforms in New Democracies (Réformes Économiques dans les Démocraties Nouvelles). New York, Cambridge University Press, (1993) et Madrid, Alianza Editorial (1995). (en collaboration avec L.C. Bresser et A. Przeworski).
- Los Resultados de la democracia. Un estudio del Sur y el Este de Europa (Les Résultats de la Démocratie. Une Étude du Sud et de l'Est de l'Europe). Madrid, Alianza Editorial, (1995).
- Regimes, Politics, and Markets (Régimes, Politiques et Marchés). Oxford, Oxford University Press, (1997).
- El control de los políticos (Le Contrôle des Politiciens). Madrid, Edit. Taurus, (2003).
- Democracy and the Rule of Law (Démocratie et règles de droit). New York, Cambridge University Press, (2003). (en collaboration avec A. Przeworski).
- La confrontación política (La Confrontation politique). Madrid, Edit. Taurus, (2008).
- Controlling Governments (Controller les Gouvernements). New York, Cambridge University Press, (2008).(en collaboration avec I. Sánchez-Cuenca).
- Las promesas políticas (Les Promesses politiques). Barcelona, Galaxia Gutenberg, (2013).
- Demands on Democracy (Les Demandes a la Démocratie). Oxford, Oxford University Press (2016).
- La Democracia y la Izquierda ( La Démocracie et la Gauche). Galaxia Gutenberg (2021).